# Yoshijirō Umezu
Yoshijirō Umezu (梅津美治郎, Umezu Yoshijirō) (né le 4 janvier 1882, mort le 8 janvier 1949) fut le chef d'état-major de l'armée impériale japonaise de 1944 à 1945, après la destitution de Hideki Tojo par Hirohito.
Il fait partie des 14 criminels de guerre de classe A vénérés au sanctuaire Yasukuni.
Durant les années 1920, Umezu fut un membre de la faction du contrôle menée par le général Kazushige Ugaki avec l'aide des généraux Kuniaki Koiso, Hajime Sugiyama, Tetsuzan Nagata et Hideki Tōjō. Leur faction était modérée contrairement à la faction de la voie impériale guidée par Sadao Araki et dont la vision était plus radicale.
Nommé au conseil suprême de guerre en 1944, Umezu, comme le ministre de l'Armée Korechika Anami et le chef d'état-major de la marine Soemu Toyoda, était opposé à une reddition en août 1945. Il souhaitait le respect de quatre conditions : le désarmement des troupes par les autorités japonaises, le jugement des criminels par les autorités japonaises, l'absence de forces d'occupation sur le sol japonais et la préservation du régime impérial et de l'Empereur. À défaut, il pensait que les militaires devaient continuer le combat et infliger de lourdes pertes aux alliés lors de leur débarquement. Selon lui, cette stratégie permettait au Japon de mieux négocier la paix et les conditions d'après-guerre. 

Umezu signant les documents officiels de la capitulation japonaise le 2 septembre 1945

L'empereur Showa trancha finalement en se contentant de la dernière condition et le Japon capitula. Avec le ministre Shigemitsu, Umezu signa les documents de reddition à bord de l'USS Missouri le 2 septembre 1945.
Après la guerre, Umezu fut jugé pour crimes de guerre, comme plusieurs autres hauts responsables japonais. Il fut condamné par le Tribunal militaire international pour l'Extrême-Orient à l'emprisonnement à vie le 12 novembre 1948 mais succomba de cancer quelque temps après, le 8 janvier 1949. Il s'est converti au christianisme pendant sa courte détention.